# Encalade

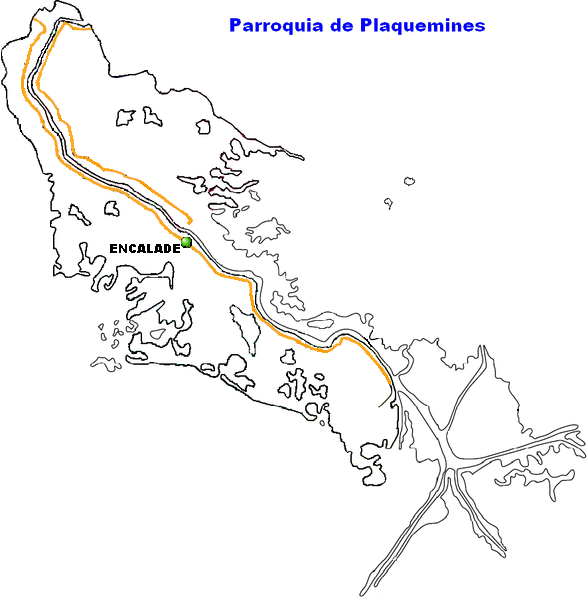
Localización de Encalade en el mapa de la Parroquia de Plaquemines.

Encalade es una pequeña comunidad ubicada sobre el delta del Misisipi, dentro de la parroquia de Plaquemines, en el estado de Luisiana, Estados Unidos.

## Geografía
La localidad de Encalade se localiza en 29°31′09″N 89°43′49″O / 29.51917, -89.73028. Esta comunidad posee sólo un metro de elevación sobre el nivel del mar, convirtiéndola una zona proclive a las inundaciones. Su población se compone de menos de doscientos habitantes. Esta comunidad se localiza a sesenta kilómetros de Nueva Orleans, la principal ciudad de todo el estado, y a 544 kilómetros del aeropuerto internacional más cercano, el (IAH) Houston George Bush Intercontinental Airport.